# Терористички напад у Беслану
Терористички напад у Беслану (рус. Террористический акт в Беслане) било је узимање талаца  1 септембра 2004. ујутру у средњој школи № 1 у граду Беслан у Сјеверној Осетији, током свечаног скупа посвјећеног почетку школске године. Терористи су два и по дана држали више од 1100 талаца у минираној згради (углавном дјецу, њихове родитеље и школско особље) у најтежим условима, ускраћујући људима и минималне природне потребе.
Трећег дана око 13.05 часова дошло је до експлозије у спортској сали школе, а касније је избио пожар који је резултовао дјелимичним урушавањем зграде. Послије првих експлозија, таоци су почели да бјеже из школе, а снаге Центра специјалних намјена Федералне службе безбједности кренуле су у јуриш. Током хаотичне размјене ватре, укључујући и учешће цивила који су користили лично наоружање, убијено 27 терориста (четворица, укључујући два бомбаша самоубице, погинула су прије јуриша између 1. и 3. септембра). Једини преживјели терориста Нурпаша Кулаев је ухапшен и касније осуђен на доживотни затвор.
Иако је већина талаца ослобођена током у јуришу, 314 талаца, укључујући 186 дјеце, погинуло је од посљедица терористичког напада. Укупно, укључујући спасиоце, погинуле су 333 особе, а најмање 783 особе су задобиле повреде различите тежине.
Економска штета од терористичког напада премашила је 34 милиона рубаља. Шамил Басајев је јавно преузео одговорност за организовање напада објављивањем саопштењем на сајту чеченских сепаратиста „Кавказ-центар” 17. септембра 2004. године.
Према подацима из 2022, истрага о терористичком нападу, коју је 1. септембра 2004. покренуло Генерално тужилаштво, и даље је отворена. Напад је истраживало више независних комисија, експертских група и јавних организација, али многе околности, укључујући стварни број терориста, могуће бјекство многих од њих, поступање власти током преговора и јуриш у зграду, као и разлози ограничене и противрјечне медијске покривености, и даље су спорни.
Терористички напад у Беслану био је посљедњи у низу терористичких напада у Русији 2004, након чега је политичко руководство земље спровело низ озбиљних реформи у законодавству. Конкретно, отказани су избори гувернера, а основане су Јавна комора и Национални антитерористички комитет и „Комисија за унапрјеђење социјално-економског положаја у ЈФО”.

## Предисторија

### Историјски екскурс
Осетско, ингушко и чеченско друштво потпало је у сферу интереса Руске Империје у периоду од краја 18. до почетка 19. вијека. Руска влада је намјеравала да обезбједи стабилност и безбједност својих будућих комуникација преко Сјеверног Кавказа до Грузије и да добије приступ изворима стратешких сировина за војне потребе. Реакција мјесних народа била је различита: Осети и Ингуши су били заинтересовани за заштиту од пљачкашких упада јачих сусједа (углавном Кабардинаца и Чечена), док су Чечени у почетку одбацивали руски модел власти и активност се опирали покушајима присаједињења.  С тим у вези, адаптација се такође одвијала на различите начине: акултурација Осета је напредовала приличног глатко, што је умногоме олакшало усвајање (обнављање) хришћанства у осетском друштву. Ингуши и Чечени, вођени добро успостављеним суфијским тарикатима, који су се органски уклапали у тајповску структуру вајнахских друштава, или дјелимично (Ингуши) или потпуно (Чечени) одбацили нову религију и, сходно томе, покровитеља у виду Русије.
Као резултат нове административно-територијалне подјеле, будући Пригородни рејон постао је један од спорних региона, гдје су избијали етнички сукоби због ограничене количине плодне земље и историјског присуство и осетских и ингушких насеља. Један од предмета сукоба било је обезбјеђење Владикавкаске тврђаве, стратешки важног објекта који је контролисао улаз у Даријалску клисуру. Засићење поруке дуж Војно-грузинског пута, пролазећи кроз клисуру, значило је извор прихода за контролни етнос, па је стога супарништво између Осета и Ингуша било константно.
Тридесетих година 19. вијека положај руских власти на сјеверном Кавказу био је усложен због устанка у Чеченији и војним успјесима имама Шамиља. Да би блокирала имамат, Русије је затражила помоћ козачких заједница, додјеливши им за насељавање ингушку земљу, што је погодовало одвајању Чеченије од Владикавкаске тврђаве и Војно-грузинског пута. Као резултат тога, Ингуши су протјерани и принуђени да пронађу нова мјеста за живот.
У 20. вијеку, након грађанског рата, значајан број територија насељених козацима враћен је Ингушима, који су пружали помоћ совјетској власти, а исељени су и сами терски козаци који су подржавали „бијеле”. Ингуши и Чечени који су насељавали ту територију су депортовани 1944, а регион (углавном Пригодни) почели су да насељавају Осети.
Након рехабилитације и постепеног повратка Ингуша, територијално питање је поново постало проблематично. Руководство Сјевероосетске АССР је 1963. дјелимично промијенило границе Пригородног рејона, искуљчивши из њега нека насеља са ингушким становништвом и присајединивши територије на лијевој обали Терека. Као резултат тога, међу Ингушима се појачао раст радикалних осјећања. Током отворених говора ингушке интелигенције у Грозном 1973, прив пут су отворено изречени захтјеви Ингуша да врате Пригородни рејон.
Од 1981, напетост између Ингуша и Осета постаје насилна, што је довело до неколико сукоба. Ситуацију је погоршала подјела Чеченије и Ингушетије током распада Совјетског Савеза: ако је Чеченија задржала три некадашња рејона Ставропољског краја, добијена као компензација још 1957, Ингушетија је остала без ичега и поново је покренула питање враћања Пригородног рејона, поготово што се током деценија од депортације број Ингуша на овој територији повећао. Апотеза сукоба била је кратка, али крвави сукоб од 31. октобра до 5. новембра 1992, у којем су, према подацима руског тужилаштва, погинуле 583 особе, 939 је повријеђено, а 261 особа је нестала. Такође, уништено је 13 од 15 села Пригодног рејона, у којима су живјели Ингуши компактно, чинећи већину жртава. Поред тога, више од 64 хиљаде представника овог етноса напустило је територију Пригородног рејона, бјежећи од борбених дејстава у Ингушетији. Оружане сукобе власти су угушиле, али је територијални спор остао нерјешен.

### Терористички напади почетком 21. вијека
С почетом Другог чеченског рата, дио чеченске елите и бивших милитаната прешао је на страну Владе Руске Федерације. Тако је 2000. бивши присталица сепаратиста, главни муфтија Чеченије Ахмат Кадиров постао шеф привремене администрације Чеченије. Милитанти су, са своје стране, промијени тактику након завршетка активне борбене фазе противтерористичке операције у Чеченији у љето 2000. одине. Углавном избјегавајући отворене сукобе, вође чеченских сепаратиста почели су да прибјегавају саботажи и терористичким дјелатностима, све више користећи бомбаше самоубице. Између осталих, терористички напад на Дубровку, бомбаши напад у Дому Владе у Грозном, бомбаши напад на рок фестивалу Крила у Москви, бомбашки напад на војну болницу у Моздоку, терористички напад бомбаша самоубица у возу у Јесентукију, препад на Дагестан и низ других терористичких напада.
Заузврат, Ингушетија, гдје су криминал и терористичке дјелатности почеле да расту након што је Мурат Зјазиков дошао на власт 2002, постала је редовно упориште милитаната. Запослени у ФСБ-у и Министарству унутрашњих послова су више пута на територији републике проналазили тајна складишта оружја, муниције, експлозива и друге војне опреме. У планинама су терористичке организације образовале групе за вршење саботажа и стварале нове базе милитаната, чији су се редови стално попуњавали, добрим дијелом због незапослености у земљи (према подацима Државног комитета за статистику, 2003. више од 75% становништва републике било је незапослено).

### Акције које су претходиле Беслану
Непосредно пред заузимање школе № 1 претходио је низ терористичких напада које су извели чеченски терористи и њихово сарадници 2004. године:
- 6. фебруар — бомбаш самоубица детонирао је експлозивну направу капацитета до 6,6 кг ТНТ-а у вагону Московског метроа који се налазио између станица Автозадовскаја и Павелецкаја.[50] У експлозији је погинула 41 особа (не рачунајући терористе), а око 250 је повријеђено.[51]
- 9. мај — током прославе Дана побједе у Грозном, предсједник Чеченске Републике Ахмат Кадиров и предсједник Државног савјета Хусеин Исаев погинули су од бомбе постављене на трибинама стадиона.[52]
- 21—22. јун — група предвођена Шамилом Басајевим извела је велики напад на Назрањ, током које је погинуло 95 особа, укључујући 25 цивила,[53] а оружје, које је наводно коришћен током терористичког напада у Беслану, из складишта је заплијењено.[54] Истрагом је утврђено и да се за учешће у овом нападу тражи најмање девет терориста убијених у Беслану.[55]
- 24. август
  - експлозија авиона Ту-154 и Ту-134 у ваздуху изнад Тулске и Ростовске области, које су извеле жене бомбаши-самоубице. Погинуло је 90 људи.[56]
  - експлозија на станици јавног превоза на Каширском шосеу у Москви. Повријеђене су 4 особе.[57]
- 31. август — жена бомбаш-самоубица детонирала је експлозивну направу недалеко од станице метроа „Рижскаја” (Москва). Погинуло је више од 10 људе, а још 50 је повријеђено и хоспитолизовано.[58]

Шамил Басаев је преузео одговорност за већину ових акција, као и за терористички напад у Беслану.

## Планирање

### Одабир објекта
Терористички напад у Беслану је пажљиво планиран. Приликом припрема у обзир су узете грешке терорира који су учествовали у нападу на Позоришни центар у Дубровку 2002. године. Конкретно, током терористичког напада у Дубровци, сви таоци су држани у једној просторији; вентилације је била ограничена на ваздушне цијеви, што је омогућавало убризгавање гаса за успављивање, док терористи нису имали гас-маске; експлозив се активирао притиском на дугме, а не пуштањем дугмета. Такође, бомбашима самоубицама било је забрањено да се дижу у ваздух без наређења вође, који је ријетко био у просторији у којој су држани таоци и готово да није имао непосредан контакт са самоубицама.
Школа № 1 је била повољан циљ због великог броја ученика и изузетно сложене стуктуре саме зграде. Најстарија од средњошколских установа у Беслану, основана 1889. и првобитно се налазила у кући богатог млинара. Школа је 1944. добила зграду у улици Комитерне, у којој су се раније налазиле војна болница и ваздушно-десантна јединица. Током година, у главну зграду су додаване и друге секције, што је резултирало да је школа у вријеме теористичког напада била веома конфузна структура учионица, хола и ходника. Додатно предност створио је облик школског дворишта, који је омогућио терористима да брзо и уз мало напора блокирају путеве за бјекство. Други фактори који су ишли у корист терориста били су близина Беслана граници са Ингушетијом (логор терориста из који су напустили у рано јутро 1. септембра налазио се у близини ингушког села Пседах, удаљеног 30 км од Беслана), релативно мали број становника града, као и много слабији систем безбједности и ограничено војно присуство у поређењу са другим великим насељеним центрима у Сјеверној Осетији, као што су Владикавказ или Моздок.
Међутим, школа № 1, као објекат за узимање таоца, имала је и низ негативних страна: школа се налазила на удаљености од око 80 км од зграде полицијске управе, а облик дворишта и оближњих зграда је ограничавао видљивост за оне који држе одбрану. Коначно, само локација школске зграде у центру Беслана стварала је додатни ризик од неуспјеха диверзантске групе приликом приближавања објекту. Имајући у виду и чињеницу да ни друге школе у Беслану, због комбинације фактора, нису биле ништа мање подложне нападима, прави разлог зашто су терористи изабрали школу № 1 је непознат или истрага није јавно објавила.
Мишљења су различита у погледу претходног складиштења оружја у кругу школе. Заговорници ове теорије тврде да је оружје било сакривено у згради током реновирања, које је вршено током љета. Међутим, поправке су обављене трудом учитеља радног образовања Александра Михајлова и домара Светлане Баликоеве, који су доводили чланове својих породица за теже послове као што је замјена трулих подова на другом спрату. Теорију претходног складиштења оружја посредно подржава чињеница да постоје празнине у поду (посебно у теретани и библиотеци), али то оповргава изјава да су терористи, плашећи се подривања, пробили под на могућим мјестима продора. Талац Аслан Куџајев, који је лично отворио под у библиотеци, примјетио је на суђењу у случају против Кулајева, да није видио никаквог оружје у процијепу. Нема поузданих података да је оружје заиста било складиште у школи прије терористичког напада.

### Образовање одреда
Коначан састав оружане банде утврђен је крајем августа и образван је под вођством Аслана Масхадова, Шамила Басајева и Абу Зеита. У случају неуспјешне акције у Осетији, Зеит је припремио и резерву групу од 11 терориста који су требали да заузму средњу школу у селу Несторовскаја у Сунженском рејону Републике Ингушетије.
У саставу групације, која је кренула у Беслан, налазили су се милитанти који се раније бавили разбојништвом, као припадници криминалних групација, али и незаконитих оружаних формација. Многи од њих су учествовали у сукобима у Чеченији и Дагестану и више пута су процесуирани за разне злочине, али су убрзо након хапшења пуштени на слободу.
Банду је предводио Руслан Хучбаров (31) звани „Пуковник”, родом из ингушског села Галашки. У вријеме догађаја, Хучбаров је био на федералној потјерници због убиства у Орловској области 1998. године. Кријући се у Чеченији, Хучбаров се придружио одреду теренског командата Ибрахимова, затим је учествовао у неколико операција са Арбијем Барајевим и на крају се придружио Басајевој бригади. У саставу бандитских формација, Хучбаров је учествовао у засједи конвоја Унутрашње војске 11. маја 2000, организовао је постављање експлозива у зграду Управе ФСБ Ингушетије 15. септембра 2003, а такође је био укључен у припрему жена бомбаша самоубица за терористичке нападе у Москви и Моздоку, укључујући и узимање талаца у Позоришном центру у Дубровки 2002. године.
Огромна већина терориста били су Чечени и Ингуши, али поред њих у групи су били и друге националности. Таоци су посебно примјетили посебну окрутност Владимира Ходова званог „Абдула”, родом из Бердјанска, вехабије који је био на потјерници због силовања 1997. године. Према званичној верзији, у терористичком нападу било је 34 учесника, укључујући двије Чеченке бомбаш-самоубица и два саучесника који су остали у логору ради комуникације. Према истрази, терористи су имали и саучесника који је посматрао развој догађаја ван школе; послије терористичког напада успио је да побјегне. Према Интерфаксу, друга група терориста требало је да изврши диверзиони маневар тако што би заузела административну зграду у Сјеверној Осетији. Међутим, касније су им командати наредили да не предузимају никакве акције, а терористи су напустили град.
| Састав терористичке групе у школи | Састав терористичке групе у школи   | Састав терористичке групе у школи | Састав терористичке групе у школи | Састав терористичке групе у школи | Састав терористичке групе у школи                                                                                      |
|                                   | Име                                 | Година рођења                     | Мјесто рођења                     | Надимак                           | Статус |
| --------------------------------- | ----------------------------------- | --------------------------------- | --------------------------------- | --------------------------------- | --- |
| 1                                 | Руслан Хучбаров                     | 1972                              | с. Галашки, ЧИАССР                | «Пуковник», «Расул»               | Убијен 3. септембра 2004. у школи № 1 у Беслану                                                                        |
| 2                                 | Владимир Ходов                      | 1976                              | г. Бердјанск, УССР                | «Абдула»                          | Убијен 3. септембра 2004. у школи № 1 у Беслану                                                                        |
| 3                                 | Аслан-Гиреј Гатагажев               | 1975                              | с. Сагопши, ЧИАССР                | «Али», «Шехид»                    | Убијен 3. септембра 2004. у школи № 1 у Беслану                                                                        |
| 4                                 | Рустам Атајев                       | 1979                              | г. Малгобек, ЧИАССР               |                                   | Убијен 3. септембра 2004. у школи № 1 у Беслану                                                                        |
| 5                                 | Усман Аушев                         | 1971                              | с. Јекажево, ЧИАССР               |                                   | Убијен 3. септембра 2004. у школи № 1 у Беслану                                                                        |
| 6                                 | Хизраил Ахмедов                     | 1974                              | с. Биљти, ЧИАССР                  |                                   | Убијен 3. септембра 2004. у школи № 1 у Беслану                                                                        |
| 7                                 | Ризван Борчашвили                   | 1978                              | ст. Орџоникидзевскаја, ЧИАССР     |                                   | Убијен 3. септембра 2004. у школи № 1 у Беслану                                                                        |
| 8                                 | Ибрахим Дзортов                     | 1976                              | с. Барсуки, ЧИАССР                |                                   | Убијен 3. септембра 2004. у школи № 1 у Беслану                                                                        |
| 9                                 | Адам Илијев                         | 1984                              | г. Орџоникидзе, СОАССР            |                                   | Убијен 3. септембра 2004. у школи № 1 у Беслану                                                                        |
| 10                                | Султан Камурзоев                    | 1977                              | г. Џетасањ, КССР                  |                                   | Убијен 3. септембра 2004. у школи № 1 у Беслану                                                                        |
| 11                                | Ханпаша Кулајев                     | 1973                              | с. Јенгеној, ЧИАССР               | «Једноруки»                       | Убијен 3. септембра 2004. у школи № 1 у Беслану                                                                        |
| 12                                | Нурпаша Кулјев                      | 1980                              | с. Јенгеној, ЧИАССР               |                                   | Служи доживотну казну                                                                                                  |
| 13                                | Роза Нагаева                        | 1976                              | с. Киров-Јурт, ЧИАССР             |                                   | Убијена у периоду од 1. до 3. септембра 2004. у школи № 1 у Беслану                                                    |
| 14                                | Марјям Табурова                     | 1977                              | с. Мајртуп, ЧИАССР                |                                   | Разнијела се 1. септембра 2004. у школи № 1 у Беслану                                                                  |
| 15                                | Адам Пошев                          | 1982                              | г. Малгобек, ЧИАССР               |                                   | Убијен 3. септембра 2004. у школи № 1 у Беслану                                                                        |
| 16                                | Иса Таршхојев                       | 1981                              | г. Малгобек, ЧИАССР               |                                   | Убијен 3. септембра 2004. у школи № 1 у Беслану                                                                        |
| 17                                | Иса Торшхојев                       | 1975                              | г. Малгобек, ЧИАССР               |                                   | Убијен 3. септембра 2004. у школи № 1 у Беслану                                                                        |
| 18                                | Магомед Хочубаров                   | 1983                              | г. Назрањ, ЧИАССР                 |                                   | Убијен 3. септембра 2004. у школи № 1 у Беслану                                                                        |
| 19                                | Бејал Цечојев                       | 1973                              | с. Сагопши, ЧИАССР                |                                   | Убијен 3. септембра 2004. у школи № 1 у Беслану                                                                        |
| 20                                | Муса Цечојев                        | 1969                              | с. Сагопши, ЧИАССР                | «Халид»                           | Преминуо 2. септембра 2004. у школи № 1 у Беслану од посљедица рањавања задобијених у експлозији Табарукове дан раније |
| 21                                | Тимур Цокијев                       | 1973                              | с. Сагопши, ЧИАССР                |                                   | Убијен 3. септембра 2004. у школи № 1 у Беслану                                                                        |
| 22                                | Мајрбек Шебиханов                   | 1979                              | г. Шевченко, КССР                 |                                   | Убијен 3. септембра 2004. у школи № 1 у Беслану                                                                        |
| 23                                | Саидбек Шебиханов                   | 1985                              | с. Нови Јенгеној, ЧИАССР          |                                   | Убијен 3. септембра 2004. у школи № 1 у Беслану                                                                        |
| 24                                | Аслан Јарјижев                      | 1982                              | г. Грозни, ЧИАССР                 |                                   | Убијен 3. септембра 2004. у школи № 1 у Беслану                                                                        |
| 25                                | Абдул-Азим Лабазанов                | 1973                              | КССР                              |                                   | Убијен 3. септембра 2004. у школи № 1 у Беслану                                                                        |
| 26                                | Абу Фарух                           |                                   | г. Џеда, Саудијска Арабија        |                                   | Убијен 3. септембра 2004. у школи № 1 у Беслану                                                                        |
| 27                                | Дауд (по другим подацима — Магомед) |                                   |                                   |                                   | Убијен 3. септембра 2004. у школи № 1 у Беслану                                                                        |
| 28                                | Адам Куштов                         | 1983                              |                                   |                                   | Убијен 3. септембра 2004. у школи № 1 у Беслану                                                                        |
| 29                                | Асланбек Парчијев                   |                                   | ЧИАССР                            |                                   | Убијен 1. септембра 2004. у току опсаде школе № 1 у Беслану                                                            |
| 30                                | Није идентификован                  |                                   |                                   | «Абдул-Азиз»                      | Убијен 3. септембра 2004. у школи № 1 у Беслану                                                                        |
| 31                                | Није идентификован                  |                                   |                                   | «Сајбула»                         | Убијен 3. септембра 2004. у школи № 1 у Беслану                                                                        |
| 32                                | Није идентификован                  |                                   |                                   | «Доктор»                          | Убијен 3. септембра 2004. у школи № 1 у Беслану                                                                        |

## Терористички напад

### Први дан

#### Заузимање
Група наоружаних терориста се 1. септембра 2004. довезла до зграде школе № 1 у Беслану на ГАЗ-66 са церадом и ВАЗ-2107. ВАЗ-2107 је отет на путу за Беслан у селу Хурикау од окружног полицајца Султана Гуражева, који је такође доведен у школу, али је успио да побјегне. На тргу поред школе у том тренутку пролазила је поворка посвећена Дану знања, који је због врућине помјерен са традиционалних 10 часова на 9 часова. Пуцајући у ваздух, терористи су у школску зграду утјерали више од 1100 људи — дјеце, њихових родитеља и рођака, као и школско особље. Неколико терориста је обишло зграду из Школске уличице да би људима пресјекли пут за бјекство. Упркос опкољавању, према различитим процјенама, од 50 до 150 људи је избјегло отмицу — углавном средњошколци који су у збрци успјели да истрче из дворишта. Међутим, многа дјеца предшколског узраста су отета, које су родитељи довели са собом због дуготрајних радова у четири од девет бесланих вртића.
Терористи су убили два мушкарца у почетком стадијуму напада; заузврат, службених Правобережног рејонског одјељења унутрашњих послова, који је дотрчао у школу на звук пуцњаве, успио је упуца једног терористу пиштољем Макаров ПМ. Терориста Владимир Ходов је задобио прострјелну рану руке, а још један терориста је рањен у стомак. То је био једини акт отпора: мајор полиције Фатима Дудијева, задужена за заштиту јавног реда, била је ненаоружана. Леш терористе, након што је три дана лежао на улици, почео се распадати и црнити до те мјере да су се појавиле гласине о терористи негроидне расе.
Већина талаца је одведена у главну спортску салу, док су остали одведени у тренажну салу и купатило. Терористи су добро познавали распоред зграде, што им је омогућило да је заузму у року од неколико минута. Када су натјерали таоце да уђу у зграду, терористи су приморали све да предају своју фотографску и видео опрему, као и мобилне телефоне, које су разбили. Испред школе су постављене камере за видео-надзор, а из ГАЗ-66 истоварена је муниција, тешко наоружање и експлозив. Уопштено, терористи су били наоружани са најмање 22 аутоматске пушке калашњиков различитих модификација, укључујући и оне са подцјевним бацачима граната; два лака митраљеза РКП-74; два модернизовани митраљеза калашњиков; један тенковски митраљеза калашњиков; два ручна противтенковска бацача граната РПГ-7 и бацач граната РПГ-18 „Муха”. Терористи су имали и гас-маске, комплете прве помоћи и залихе намирница.
Сљедећи корак терориста био је барикадирање зграде. У ту сврху су међу таоцима одабрали око 20 мушкараца, који су приморани да вуку столице и столове до излаза и прозора. Наређено им је да разбију прозоре: терористи су у почетку органе за спровођење закона лишили могућности употребе гаса, као што је учињено приликом ослобађања Позоришног центра у Дубровци; једино мјесто гдје су прозори остали чврсто затворени била је спортска сала. На улазима и ходницима постављене су импровизоване експлозивне направе, направљене од пластита и готових деструктивних елемената (металне куглице). Експлозив у спортског сали био је постављен на столице (импровизовани експлозивни уређај базиран на МОН-90 са ТНТ еквивалентном од 6 кг) и окачен на кошаркашке обруче и два кабла развучена између њих. Жице од бомби биле су повезане са двије педале за затварање (тзв. „електрични контактори растерећења”), смјештена на супротним крајевима сале. Терористи су наизмјенично дежурали на предала током читаве опсаде. У школи је постављен и тзв. „хатабки” — импровизовани експлозивни уређај на бази фрагментационе гранате ВОГ-17 и најмање шест импровизованих експлозивних уређаја направљених на бази противпјешадијских фрагментационих мина окружног уништења ОЗМ-72, индустријске производње са домаћим модификацијама (уклоњена су екстерна пуњена и избушене су рупе за електричне детонаторе). Постављање експлозивног ланца у сали и постављање импровизованих експлозивних уређаја у осталим просторијама школе било је унапријед планирано, о чему накнадно свједоче ознаке са бројевима на жицама које су открили сапери.
Таоцима је наређено да говоре само руски, а и најмање одступање од наређења је сурово кажњавано. Отац двоје дјеце, Руслан Бетрозов, покушао је да смири уплашене таоце на осетском језику и стријељан је пред свима за примјер. Други талац, Вадим Болојев, тешко је рањен у пуцњави због одбијања да клекне и касније је умро. Када су таоци почели да плачу или да праве буку, терористи су пуцали у плафон или су таоце извлачили из масе, без обзира на године и пол, пријетећи да ће га упуцати. Сличне акције застрашивања коришћени су током заузимања, заједно са малтретирањем и увредама.

#### Опсада
У 10.30 часова у близини школе образован је оперативни штаб на челу са предсједником Сјеверне Осетије — Аланије Александром Дзасховом. На тој дужност Дзасхов је скоро одмах дефакто замијењен шефом ФСБ за Сјеверну Осетију Валеријем Андрејевом (званична уредба о именовању Андрејева на мјесто начелника штаба издата је сљедећег дана). У то вријеме о заплијени је обавијештен руски предсједник Владимир Путин, који је боравио у Сочију, отказао је планирану посјету Карачајево-Черкезији и одлетио у Москву на хитан састанак са представницима безбједносних снага. Оперативни штаб је наредио евакуацију станара оближњих домова, образовање полицијског кордона, организовање контроле радио-преноса и, не реагујући на провокаторску ватру из школе, блокирати оближње рејоне, уклонити сва возила из подручје под ватром и блокирати саобраћај на жељезничкој дионици Беслан—Владикавказ.
Након што је добио извјештаје о узимању талаца у Сјеверној Осетији, директор ФСБ Николај Патрушев наредио је да се јединице Центра за посебне намјене (ЦПН) пошаљу у Беслан. Прва оперативна борбена група ЦПН, стационирана у Владикавказу, стигла је у Беслан један час након отмице; касније су им се придружиле јединице ЦПН из Москве, Ханкале и Јесентукија. Укупан број запослених ЦПН укључених у операцију ослобађања талаца био је више од 250 људи. Специјална снаге ФСБ поставиле су положаје за снајперисте у вишеспратницама у близини школе, који су почели да континуирано прате дејства терориста и њихово кретање у школској згради. Задаци који су додијељени оперативним борбеним групама ЦПН укључивали су извиђање подручја око школе и откривање начина да се тајно приближе згради.
Прве захтјеве терориста изнијела је талкиња Лариса Мамитова, која је пуштена из школе у 11.05 часова. У запису, који је предала Мамитова, терористи су захтијевали преговоре са „Зјазиковим” (предсједник Ингушетије), „Дзасоховим” и „Рашајло”. Мамитова је написала биљешку по диктату и, када је чула име „Рашајло”, мислила је да је ријеч о Леониду Рошаљу, па је потписала „дјет. љекар”. Број телефона је такође означен са грешком, а комуникација није могла да се успостави. Оперативни штаб је покушао да организује преговоре са терористима преко разгласа и без укључивања тражених лица. Конкретно, доведен је муфтија Сјеверне Осетије Руслан Валгасов, али као одговор на његов покушај да успостави контакт, терористи су отворили ватру. Између 16.00 и 16.30 часова у школској згради је дошло до експлозије и чула се пуцњава. Једна од терориста се разнијела поред талаца забарикадираних у згради. Усљед експлозије, оближњи терориста је тешко рањен, а таоце који су преживјели терористи су упуцали како би избјегли могући отпор. Убијена је 21 особа. Послије неког времена, Мамитова је поново истрчала из зграде и поново предала цједуљу; овај пут број је био тачан. Као одговор на покушај професионалног преговарача Виталија Зангионова да разјасни ситуацију, терориста, који је себе назвао „Шехид”, рекао је да су таоци убијени јер нису контактирани преко броја телефона који су претходно дали. Током телефонског разговара, терористи су захтијевали и да преговорима присуствује савјетник руског предсједника Асламбек Аслаханов, али само као дио групе људи који су претходно навели.
Терористи су рекли људима у сали да је на школу пуцано из тенка. Тијела мртвих су кроз прозор другог спрата избацила два таоца, од којих је један, Аслан Кудзајев (33), искористио тренутка, искочио кроз прозор и успио да побјегне. Поред Кудзајева, Јуриј Ајларов је успио да побјегне: претварајући се да је мртав, искористио је тренутак и искочио кроз прозор испод којег је стајао ван видокруга терориста до мрака. Поред тога, у подне су становници Беслана уклонили из школске котларнице 15 људи који су се ту сакрили током опсаде; Такође, током дана неколико дјеце је успјело да побјегне из школске зграде. Раније, током минирања спортске сале, Владимир Дауров (35) побјегао је кроз излаз у двориште из теретане.
Увече је у Беслан долетио љекар Рошаљ, који је учествовао у преговорима током терористичког напада на Дубровку 2002. године. Терористи, који су очекивали Рушајлов долазак, одбили су да пусте љекара у зграду и да прихвате воду и храну које је нудио. До тада су таоци били приморани да једе латице цвијећа које су донијели и да потапају своју одјећу у канте за смеће, како би се течност исисала из њих. И поред тога, вода једноставно није стигла до многих.

### Други дан
Следећи дан неколико талаца је пуштено, а откривено је како се у близини школе налазе лешеви убијених у првим часовима напада. Током дана могли су се чути спорадични пуцњеви и детонације.

### Трећи дан
Трећег септембра је договорено одношење тела погинулих која су већ два дана лежала у дворишту школе. У тренутку доласка кола хитне помоћи, у школи се зачула експлозија, након чега је неколико талаца покушало бег. На њих су терористи отворили ватру а неколико бомбаша самоубица се самодетонирало. У ватрени окршај су ушле специјалне снаге, потпуно неприпремљене јер никакав напад није био планиран. Убрзо су ушли у школу и ватрени окршаји су се наставили. Експлозије у спортској дворани узроковале су урушавање крова и пожар, те је касније много лешева погинулих пронађено тамо. Неколико часова након напада још увек су се могли чути пуцњи и детонације. Крајем дана терористи су ликвидирани и већина рањеника је збринута у болницама. Трагичан биланс само је могао да поткрепи огорчење у Русији и свету које су узроковале слике погинуле и рањене деце: на крају је избројано 344 мртвих (од чега 186 деце) и 700 повређених. Губици сигурносних снага бројали су 11 погинулих специјалаца, а убијена су 32 терориста док је један ухапшен.